# Clubiona dubia
Clubiona dubia este o specie de păianjeni din genul Clubiona, familia Clubionidae, descrisă de O. P.-cambridge, 1869. Conform Catalogue of Life specia Clubiona dubia nu are subspecii cunoscute.